# Herbert Kroemer
Herbert Kroemer, Herbert Krömer (ur. 25 sierpnia 1928 w Weimarze, zm. 8 marca 2024) – niemiecki fizyk i laureat Nagrody Nobla w dziedzinie fizyki, profesor Uniwersytetu Kalifornijskiego (University of California) w Santa Barbara w Stanach Zjednoczonych.

## Życiorys
Po maturze w 1947 roku rozpoczął studia na wydziale fizyki Uniwersytetu w Jenie (ówczesne NRD). Uczęszczał m.in. na wykłady Friedricha Hunda. W czasie blokady Berlina uczestniczył w praktykach w Berlinie, co wykorzystał do ucieczki na zachodnią stronę. Kontynuował studia na Uniwersytecie Georga-Augusta w Getyndze. Dyplomował się roku 1952 z fizyki teoretycznej na temat efektów gorących elektronów w tranzystorach, a następnie pracował jako „teoretyk stosowany” (jak sam się nazywał) w Centralnym urzędzie telekomunikacji (Fernmeldetechnisches Zentralamt) Poczty Niemieckiej. W roku 1954 wyjechał do Stanów Zjednoczonych, gdzie pracował w różnych laboratoriach w Princeton i Palo Alto. W latach 1968–1976 wykładał fizykę na University of Colorado w Boulder, a następnie przeniósł się na University of California w Santa Barbara.

## Kariera naukowa
Nigdy nie zajmował się obszarami modnymi preferując te, których znaczenie ujawniało się dopiero wiele lat później. W latach 50. opublikował pracę o koncepcji heterozłączowego tranzystor bipolarnego umożliwiającego pracę przy częstotliwościach dochodzących do gigaherców. W roku 1963 opracował teorię laserów o podwójnej strukturze heterogenicznej stanowiącą podstawę działania współczesnych laserów półprzewodnikowych. Obie koncepcje wyprzedzały swój czas. Ich wdrożenie było możliwe dopiero po wynalezieniu epitaksji z wiązki molekularnej w latach 80. XX wieku.
W czasie pracy w Santa Barbara jego główne badania przesunęły się z teorii w kierunku badań eksperymentalnych. Pod koniec lat 70. XX wieku zajmował się głównie badaniami nad rozwojem epitaksji z wiązki molekularnej badając nowe zestawienia materiałów jak fosforku galu (GaP) i arsenku galu (GaAs) na strukturach krzemowych. Po roku 1985 jego zainteresowania przeniosły się w kierunku arsenku indu (InAs), antymonku galu (GaSb) i antymonku glinu (AlSb).
W roku 2000 wraz z Żoresem Ałfiorowem otrzymał pół Nagrody Nobla w dziedzinie fizyki za odkrycie struktur półprzewodnikowych stosowanych w optoelektronice. Drugą połowę otrzymał Jack Kilby za stworzenie układów scalonych.